# Komorowski (herb szlachecki)
Komorowski – polski herb szlachecki, odmiana herbu Dołęga albo Pobóg II.

## Opis herbu
Opis zgodnie z klasycznymi zasadami blazonowania:
W polu błękitnym podkowa srebrna z krzyżem kawalerskim, z dołu na ukos w lewo srebrna strzałą przeszyta. Klejnot: nad hełmiem w koronie trzy pióra strusie. Labry: błękitne, podbite srebrem.

## Herbowni
Jedna rodzina herbownych:
Komorowski (ze ziemi dobrzyńskiej, z której przeneśli się na Litwę: do powiatów wiłkomierzskiego i oszmiańskiego).

### Znani herbowni
- Samuel Komorowski, starosta wiłkomierski, rotmistrz hussarski, chorąży wiłkomierski 1650, oboźny litewski 1654, regimentarz wojsk litewskich, kalwinista, brał udział w walkach przeciw Kazakom i Moskwie, stronnik hetmana Radziwiłła.
- Eliasz Komorowski, brat Samuela, chorąży wiłkomierski, kalwinista, wojownik przeciw Kozakom i Moskwie, stronnik hetmana Radziwiłła..
- Krzysztof Komorowski, syn Eliasza, chorąży wiłkomierski, kuchmistrz litewski 1689, konfederat olkienicki, stronnik Sasów, wojewoda brzesko-litewski 1702.
- Franciszek Antoni Komorowski, strażnik wiłkomierzski 1740, wedł. S. Uruskiego[2] protoplasta Komorowskich, ordynatów majoratu Kurmeńskiego, zatem jest możliwy przodek Prezydenta RP Bronisława Komorowskiego[5].